# Crosnoornis nargizia
Crosnoornis nargizia — викопний вид горобцеподібних птахів, що існував в олігоцені в Європі. Описаний у 2021 році. Повний скелет птаха з відбитками пір'я на двох плитах виявлениій у селі Рудавка Риманівська на південному сході Польщі. Зразок зберігається в Інституті систематики та еволюції тварин у Кракові.

## Назва
Родова назва Crosnoornis перекладається як «птах з Кросно». Назва виду nargizia дана на честь Наргіз Сальви, дружини Гжегожа Сальви, одного з авторів описання таксона.

## Опис
Сильний, прямий дзьоб вказує на те, що цей птах міг харчуватися різноманітними продуктами, включаючи тверде насіння, фрукти та безхребетних. Пропорції крил, дуже короткий хвіст і відносно довгі ноги вказують на те, що більшість часу цей птах проводив у лісі, близько до землі в густих чагарниках або щільних кронах дерев.